# 主曲率
- 数学 > 幾何学 > 多様体論 > 微分幾何学 > リーマン多様体 > 部分リーマン多様体の接続と曲率 > 主曲率

主曲率の方向へ法平面を持つ鞍点曲面(Saddle surface)

微分幾何学において、曲面上の与えられた点での 2つの主曲率（しゅきょくりつ、英: principal curvature）は、その点でのガウス写像(Gauss map)の微分の 2つの固有値である。それらは、曲面がその点で別々な方向へどれくらい曲がっているかを測る。

## 要旨
3次元ユークリッド空間の中の微分可能な曲面の各々の点 p では、法ベクトル(normal vector)を選ぶことができる。p での法平面(normal plane)は、法ベクトルを含んだ平面であり、従って、曲面の唯一の接方向を含み、垂直截線(normal section)と呼ばれる平面曲線で曲面の断面を作る。この曲線は、一般には、点 p で異る法平面に対し異る曲率を持つ。p での主曲率(principal curvatures)は、k1 と k2 と書くことにすると、この曲率の最大値と最小値である。
ここに曲線の曲率は、定義により接触円(osculating circle)の半径に反比例する。曲率は、曲面の選択された法線として曲線が同じ方向にあるときに正となり、そうでない場合は負となる。k1 が k2 が等しくないとき、曲率が極大値や極小値を取るような法平面の方向は、常に垂直である。この事実はレオンハルト・オイラー(Leonhard Euler) (1760) の結果であり、主方向(principal directions)と呼ばれる。現代的な観点からは、対称テンソルの主軸(principal axes) - 第二基本形式(second fundamental form)であるので、この定理はスペクトル定理から従う。主曲率と主方向の系統的な解析は、ジャン・ガストン・ダルブー(Gaston Darboux)によりダルブー標構(Darboux frame)を使って研究された。
2つの主曲率の積 k1k2 がガウス曲率 K であり、平均 (k1 + k2)/2 が平均曲率(mean curvature) H である。
すくなくとも主曲率の片方が 0 であれば、ガウス曲率は 0 となり、曲面は可展面である。極小曲面(minimal surface)に対し、平均曲率はすべての点で 0 である。

## 定義
M を第二基本形式(second fundamental form) {\displaystyle I\!I(X,Y)} を持つユークリッド空間内の曲面とし、点 p∈M と p での接ベクトルの正規直交基底(orthonormal basis) X1 と X2 と固定すると、主曲率は対称行列
{\displaystyle \left[I\!I_{ij}\right]={\begin{bmatrix}I\!I(X_{1},X_{1})&I\!I(X_{1},X_{2})\\I\!I(X_{2},X_{1})&I\!I(X_{2},X_{2})\end{bmatrix}}}
の固有値である。
X1 と X2 を行列 {\displaystyle \left[I\!I_{ij}\right]} が対角行列となるように選ぶと、選び方を主方向(principal directions)と呼ぶ。曲面が向き付け可能であれば、与えられた向きに関して正の向きであるようにペア (X1, X2) を取る。
特別な直交基底を参照することなしに、主曲率はシェイプ作用素(shape operator)の固有値であり、主方向は固有ベクトルである。

### 高次元の場合
Mをリーマン多様体Mの部分多様体とする。MがMにおいて余次元1であれば、第二基本形式が2階のテンソル（すなわち行列）になり、第二基本形式の固有値・固有ベクトルとして主曲率k1, ..., kn とそれに対応する主方向{\displaystyle e_{1},\ldots ,e_{n}}を定義できる。

p での 断面曲率は、{\displaystyle i\neq j} であるすべての {\displaystyle i,j} に対し、
{\displaystyle K(e_{i},e_{j})={\bar {K}}(e_{i},e_{j})+k_{i}k_{j}}
を満たす。ここで{\displaystyle K(e_{i},e_{j})}、{\displaystyle {\bar {K}}(e_{i},e_{j})}はそれぞれM、Mの主方向{\displaystyle e_{i},e_{j}}に関する断面曲率である。

## 曲面上の点の分類
- 楕円点では、双方の主曲率が同じ符号を持っていて、曲面は局所的に凸である。
  - 臍点（英語版）(umbilic points)では、2つの主曲率は等しく、すべての接ベクトルは主方向と考えられる。これらは典型的な孤立点である。
- 双曲点では、2つの主曲率は異る符号を持ち、曲面は鞍状の形となる。
- 放物点では、主曲率の内の一つが 0 である。放物点は、一般に楕円的な領域と双曲的な領域を分離する曲線の上にある。
  - 平坦な臍点では、2つの主曲率が 0 である。一般的な曲面は、平坦な臍点を持たない。猿の腰掛け(monkey saddle)は、孤立した平坦な臍点をもつ曲面である。

## 曲率の線
曲率の線(lines of curvature)、あるいは、曲率線(curvature lines)は、主方向に常に接している曲線である（曲率の線は主方向の場の積分曲線(integral curve)である）。各々の非臍点を通して曲率線は 2本あり、直交している。
臍点の近くでは、曲率線は典型的には、次の 3つの構成をとる。星状、レモン状、モンスター状（レモン状から導出される）。これらの点も、ダルブーの臍点と呼ばれ、ジャン・ガストン・ダルブー (Gaston Darboux)が、1896年に最初に系統的に研究したことによっている（彼の講義のVol. 4, p 455）。

臍点の近くの曲率線の構成
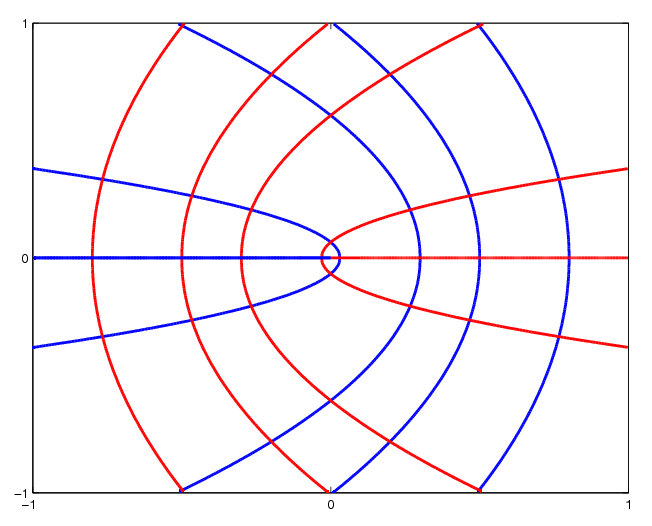
レモン状
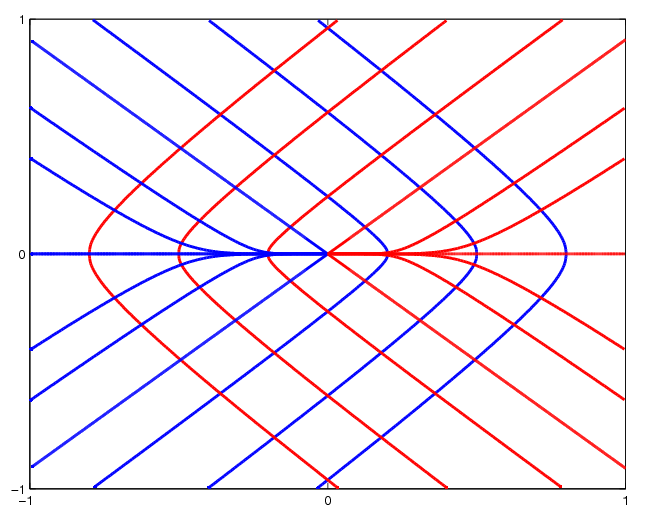
モンスター状
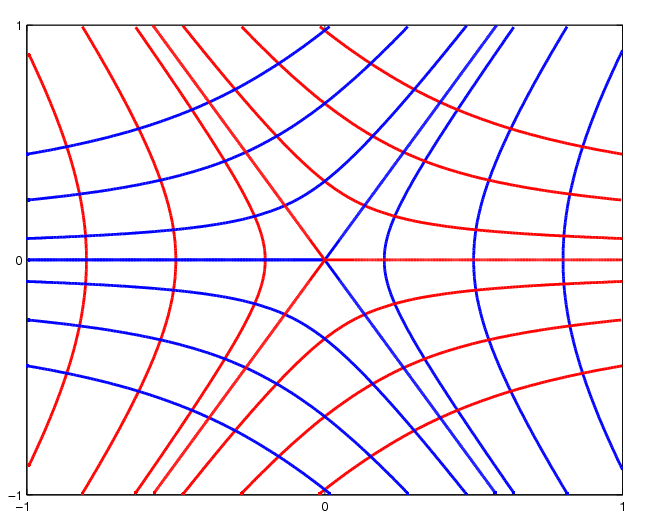
星状

これらの図は、赤色の曲線が主方向の曲率線の族であり、青色がもうひとつの主方向の線の曲率線である。
曲率線が同じ主曲率の局所的に極値を持つと、曲線は峰点(ridge point)と呼ぶ。峰点は曲面上では曲線を形成し、峰と呼ばれる。星状の場合とモンスター状の場合には、それぞれ 3本か 1本の峰線が臍点を通る。レモン状の場合は、一本の峰線のみが臍点を通る。